# Капосташ Утчаї (стадіон)
«Капосташ Утчаї Стадіон» (угор. Káposztás utcai Stadion) — багатофункціональний стадіон у місті Шопрон, Угорщина, домашня арена ФК «Халадаш».
Стадіон відкритий 2003 року після капітальної реконструкції.